# كونابيريه
كونابيريه  (بالإستونيَّة: Konnapere)، قرية تتبع دائرة ماريما في مقاطعة رابلا غرب إستونيا.